# العلاقات الأسترالية الليتوانية
العلاقات الأسترالية الليتوانية هي العلاقات الثنائية التي تجمع بين أستراليا وليتوانيا.

## مقارنة بين البلدين
هذه مقارنة عامة ومرجعية للدولتين:
| وجه المقارنة                                              | أستراليا                                   | ليتوانيا                                                    |
| --------------------------------------------------------- | ------------------------------------------ | ----------------------------------------------------------- |
| المساحة (كم2)                                             | 7.69 مليون                                 | 65.30 ألف                                                   |
| عدد السكان (نسمة)                                         | 24.51 مليون                                | 2.79 مليون                                                  |
| الكثافة السكانية (ن./كم²)                                 | 3.19                                       | 42.73                                                       |
| العاصمة                                                   | كانبرا، ملبورن                             | فيلنيوس، كاوناس                                             |
| اللغة الرسمية                                             | لغة إنجليزية                               | اللغة الليتوانية                                            |
| العملة                                                    | دولار أسترالي، جنيه إسترليني، جنيه أسترالي | ليتاس ليتواني، يورو                                         |
| الناتج المحلي الإجمالي (بليون دولار)                      | 1.32 تريليون                               | 47.17 مليار                                                 |
| الناتج المحلي الإجمالي (تعادل القوة الشرائية) بليون دولار | 1.10 تريليون                               | 84.06 مليار                                                 |
| الناتج المحلي الإجمالي الاسمي للفرد دولار أمريكي          | 56.31 ألف                                  | 14.15 ألف                                                   |
| الناتج المحلي الإجمالي للفرد دولار أمريكي                 | 45.92 ألف                                  | 27.69 ألف                                                   |
| مؤشر التنمية البشرية                                      | 0.939                                      | 0.839                                                       |
| رمز المكالمات الدولي                                      | +61                                        | +370                                                        |
| رمز الإنترنت                                              | .au                                        | .lt                                                         |
| المنطقة الزمنية                                           |                                            | ت ع م+02:00، ت ع م+03:00، أوروبا/فيلنيوس ‏، توقيت شرق أوروبا |

## منظمات دولية مشتركة
يشترك البلدان في عضوية مجموعة من المنظمات الدولية، منها:
| علم المنظمة | اسم المنظمة                               | تاريخ انضمام أستراليا | تاريخ انضمام ليتوانيا |
| ----------- | ----------------------------------------- | --------------------- | --------------------- |
|             | مجموعة الموردين النوويين                  | ?                     | ?                     |
|             | يونسكو                                    | 4 نوفمبر 1946         | 7 أكتوبر 1991         |
|             | مؤسسة التمويل الدولية                     | 20 يوليو 1956         | 15 يناير 1993         |
|             | المركز الدولي لتسوية المنازعات الاستشارية | 1 يونيو 1991          | 5 أغسطس 1992          |
|             | منظمة التعاون الاقتصادي والتنمية          | ?                     | 5 يوليو 2018          |
|             | منظمة حظر الأسلحة الكيميائية              | ?                     | ?                     |
|             | مؤسسة التنمية الدولية                     | 24 سبتمبر 1960        | 23 سبتمبر 2011        |
|             | منظمة التجارة العالمية                    | ?                     | ?                     |
|             | وكالة ضمان الاستثمار متعدد الأطراف        | 10 فبراير 1999        | 8 يونيو 1993          |
|             | الاتحاد البريدي العالمي                   | ?                     | ?                     |
|             | الاتحاد الدولي للاتصالات                  | 27 مايو 1878          | 1 يوليو 1923          |
|             | منظمة الشرطة الجنائية الدولية             | ?                     | ?                     |
|             | الأمم المتحدة                             | 1 نوفمبر 1945         | 17 سبتمبر 1991        |
|             | البنك الدولي للإنشاء والتعمير             | 5 أغسطس 1947          | 6 يوليو 1992          |

## أعلام
هذه قائمة لبعض الشخصيات التي تربطها علاقات بالبلدين:
- إد بالوبينسكاس (لاعب كرة سلة أسترالي، 17 سبتمبر 1950 – )
- شانينا شايك (عارضة أسترالية، 11 فبراير 1991 – )
- هيلموت باكايتيس (26 سبتمبر 1944[29] – )

## وصلات خارجية
- موقع وزارة الخارجية الأسترالية
- موقع وزارة الخارجية الليتوانية